# Åsa Nyström

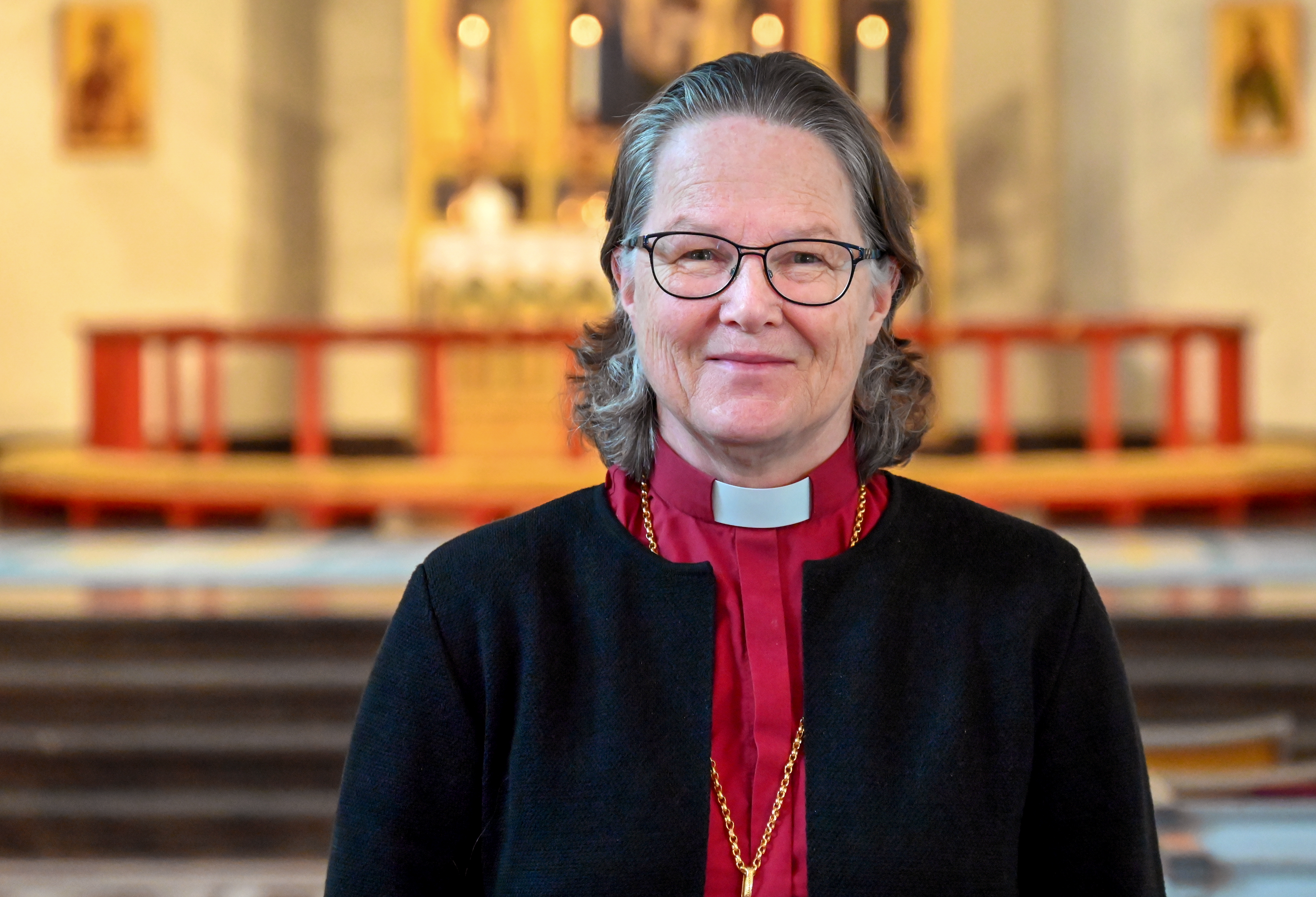
Bischöfin Åsa Nyström, März 2023

Åsa  Gunilla Elisabet Nyström (* 12. August 1960 in Umeå) ist eine schwedische Pfarrerin. Seit 2018 amtiert sie als Bischöfin im Bistum Luleå der Schwedischen Kirche.

## Leben
Nyström war ab 1982 Pastorin in der Evangeliska Fosterlandsstiftelsen, einer evangelikalen Gruppierung innerhalb der Schwedischen Kirche. Sie arbeitete von 1986 bis 1994 in Lycksele und wurde 1990 im Bistum Luleå ordiniert. Von 1994 bis 2001 lehrte sie Praktische Theologie an Johannelunds teologiska högskola in Uppsala. Weitere Stationen des Berufslebens waren das Pastoralinstitut der Schwedischen Kirche und das Erzbistum Uppsala (jeweils als Beauftragte für Management und Führung).
Nyström wurde 2017 zur Bischöfin im Bistum Luleå gewählt. Die Bischofsweihe empfing sie am 3. Juni 2018 durch Erzbischöfin Antje Jackelén.